# Andreas Isaksson
Andreas Isaksson vagy teljes nevén Jan Andreas Isaksson (Trelleborg, 1981. október 3. –) svéd labdarúgókapus.

## Pályafutása

### Klub
Felnőttkarrierjét a Trelleborgs FF-ben kezdte 1999-ben. Itt összesen tizenegy mérkőzésen játszott, majd némiképp váratlanul szerződtette az olasz Juventus. Itt végül egyetlen tétmérkőzésen sem lépett pályára, ugyanis az első számú kapus, a holland Edwin van der Sar mögött erre gyakorlatilag esélye sem volt.
2001-ben hazaigazolt, a Djurgården játékosa lett. A csapattal 2002-ben és 2003-ban is svéd bajnoki címet ünnepelhetett (előbbi évben kupagyőzelmet is), valamint ettől az évtől kezdve zsinórban négyszer választották meg a legjobb svéd kapusnak.
2003-ban ismét légiós lett, ekkor a francia Rennes-hez szerződött. Itt két idény alatt számos európai sztárcsapat érdeklődését is felkeltette. Itt szerepelt ekkor korábbi csapattársa, Kim Källström is.
A sikeres 2006-os vb után Angliába igazolt, a Manchester City játékosa lett. A klub nem titkolt elvárása volt vele szemben, hogy megfelelő helyettese lesz a távozó veterán David Jamesnek. Kisebb-nagyobb boka- és térdsérülések, valamint Nicky Weaver formája miatt bemutatkozására egészen december 6-ig várni kellett. Innentől kezdve övé volt a kezdőkapus posztja.
A következő idény szinte összes felkészülési mérkőzését végigjátszotta, azonban egy ujjtörés miatt újabb két hónapot ki kellett hagynia. Első mérkőzését csak október 31-én, a Bolton elleni ligakupa-találkozón játszhatta. Mindössze novemberben és decemberben volt kezdő, ezután a menedzser Sven-Göran Eriksson a fiatal Joe Hartot favorizálta.
2008-ban Isaksson átadólistára került, ekkor olyan csapatok érdeklődéséről lehetett hallani, mint a Chelsea vagy a Galatasaray. Végül a PSV Eindhoven játékosa lett, ahol a távozó Heurelho Gomes helyét vette át.

### Válogatott
Már svédországi karrierje idején a válogatott második számú kapusa volt Magnus Hedman mögött. Első mérkőzését 2002 márciusában, Svájc ellen játszotta.
Hedman egy sérülésének, majd később visszavonulásának köszönhetően Isasksson lett a nemzeti csapat első számú kapusa, és azóta minden egyes tornán, beleértve a selejtezőket is, szinte kivétel nélkül minden egyes mérkőzésen végig játszott. Jelenleg közel százszoros válogatott.

## Sikerei, díjai
- Djurgårdens:
  - Svéd bajnok: 2002, 2003
  - Svéd kupa: 2002

## Pályafutása statisztikái
| Teljesítmény klubjában | Teljesítmény klubjában | Teljesítmény klubjában | Bajnokság | Bajnokság | Kupa               | Kupa               | Ligakupa          | Ligakupa          | Nemzetközi | Nemzetközi | Összesen | Összesen |
| Szezon                 | Klub                   | Bajnokság              | Mérk.     | Gól       | Mérk.              | Gól                | Mérk.             | Gól               | Mérk.      | Gól        | Mérk.    | Gól      |
| Svédország             | Svédország             | Svédország             | Bajnokság | Bajnokság | Svéd labdarúgókupa | Svéd labdarúgókupa | Ligakupa          | Ligakupa          | Európa     | Európa     | Összesen | Összesen |
| ---------------------- | ---------------------- | ---------------------- | --------- | --------- | ------------------ | ------------------ | ----------------- | ----------------- | ---------- | ---------- | -------- | -------- |
| 1999                   | Trelleborg             | Allsvenskan            | 11        | 0         |                    |                    |                   |                   |            |            | 11       | 0        |
| Olaszország            | Olaszország            | Olaszország            | Bajnokság | Bajnokság | Coppa Italia       | Coppa Italia       | Ligakupa          | Ligakupa          | Európa     | Európa     | Összesen | Összesen |
| 1999–00                | Juventus               | Serie A                | 0         | 0         |                    |                    |                   |                   |            |            |          |          |
| 2000–01                | Juventus               | Serie A                | 0         | 0         |                    |                    |                   |                   |            |            |          |          |
| Svédország             | Svédország             | Svédország             | Bajnokság | Bajnokság | Svéd labdarúgókupa | Svéd labdarúgókupa | Ligakupa          | Ligakupa          | Európa     | Európa     | Összesen | Összesen |
| 2001                   | Djurgården             | Allsvenskan            | 22        | 0         | 1                  | 0                  |                   |                   |            |            | 23       | 0        |
| 2002                   | Djurgården             | Allsvenskan            | 20        | 0         | 5                  | 0                  |                   |                   | 6          | 0          | 31       | 0        |
| 2003                   | Djurgården             | Allsvenskan            | 26        | 0         | 2                  | 0                  |                   |                   | 2          | 0          | 30       | 0        |
| 2004                   | Djurgården             | Allsvenskan            | 7         | 0         | 0                  | 0                  |                   |                   |            |            | 7        | 0        |
| Franciaország          | Franciaország          | Franciaország          | Bajnokság | Bajnokság | Coupe de France    | Coupe de France    | Coupe de la Ligue | Coupe de la Ligue | Európa     | Európa     | Összesen | Összesen |
| 2004–05                | Rennes                 | Ligue 1                | 38        | 0         | 3                  | 0                  | 1                 | 0                 | 0          | 0          | 42       | 0        |
| 2005–06                | Rennes                 | Ligue 1                | 24        | 0         | 2                  | 0                  | 0                 | 0                 | 2          | 0          | 28       | 0        |
| Anglia                 | Anglia                 | Anglia                 | Bajnokság | Bajnokság | FA-kupa            | FA-kupa            | League Cup        | League Cup        | Európa     | Európa     | Összesen | Összesen |
| 2006–07                | Manchester City        | Premier League         | 14        | 0         | 0                  | 0                  | 0                 | 0                 | 0          | 0          | 14       | 0        |
| 2007–08                | Manchester City        | Premier League         | 5         | 0         | 0                  | 0                  | 1                 | 0                 | 0          | 0          | 6        | 0        |
| Hollandia              | Hollandia              | Hollandia              | Bajnokság | Bajnokság | KNVB Cup           | KNVB Cup           | Ligakupa          | Ligakupa          | Európa     | Európa     | Összesen | Összesen |
| 2008–09                | PSV                    | Eredivisie             | 33        | 0         | 4                  | 0                  | 0                 | 0                 | 6          | 0          | 43       | 0        |
| 2009–10                | PSV                    | Eredivisie             | 34        | 0         | 4                  | 0                  | 0                 | 0                 | 12         | 0          | 50       | 0        |
| 2010–11                | PSV                    | Eredivisie             | 34        | 0         | 0                  | 0                  | 0                 | 0                 | 11         | 0          | 45       | 0        |
| 2011–12                | PSV                    | Eredivisie             | 23        | 0         | 0                  | 0                  | 0                 | 0                 | 1          | 0          | 7        | 0        |
| Összesen               | Svédország             | Svédország             | 86        | 0         | 8                  | 0                  | 0                 | 0                 | 8          | 0          | 102      | 0        |
| Összesen               | Olaszország            | Olaszország            | 0         | 0         | 0                  | 0                  | 0                 | 0                 | 0          | 0          | 0        | 0        |
| Összesen               | Franciaország          | Franciaország          | 62        | 0         | 5                  | 0                  | 1                 | 0                 | 2          | 0          | 70       | 0        |
| Összesen               | Anglia                 | Anglia                 | 19        | 0         | 0                  | 0                  | 1                 | 0                 | 0          | 0          | 20       | 0        |
| Összesen               | Hollandia              | Hollandia              | 107       | 0         | 8                  | 0                  | 0                 | 0                 | 30         | 0          | 145      | 0        |
| Karrierje összesen     | Karrierje összesen     | Karrierje összesen     | 274       | 0         | 21                 | 0                  | 2                 | 0                 | 40         | 0          | 337      | 0        |